# Хайнрих I (Фюрстенберг)
Вижте пояснителната страница за други личности с името Хайнрих I.
Хайнрих I фон Фюрстенберг (на немски: Heinrich I von Fürstenberg; * ок. 1215; † 6 януари 1284) е създател на благородническия род на графофете от Фюрстенберг.

## Живот
Той е най-малкият син на граф Егино V фон Урах († 1236/37) и Аделхайд фон Нойфен († 1248).
След смъртта на баща му през 1236 г. най-големият му брат Конрад I поделя наследството от Церингите. Хайнрих получава териториите в Шварцвалд и Баар. През 1250 г. той се нарича граф на Фюрстенберг на неговата резиденция замък Фюрстенберг.
Хайнрих е верен привърженик на крал Рудолф I Хабсбургски и често изпълнява дипломатически мисии за него. През 1283 г. е издигнат на ландграф на Баар. Умира след една година.

## Фамилия
Хайнрих се жени пр. 1245 г. за Агнес фон Труендинген († 20 септември 1294), дъщеря на граф Фридрих IV фон Труендинген († 1253) и втората му съпруга Агнес фон Ортенбург († 1246/1256); имат седем деца:
- Фридрих I фон Фюрстенберг († пр. 8 май 1296), граф на Фюрстенберг, женен пр. 19 декември 1291 г. за Уделхилд фон Волфах († сл. 1325)
- Егон фон Фюрстенберг († 23 април 1324), граф на Фюрстенберг, ландграф на Баар (1307), женен пр. 19 януари 1298 г. за маркграфиня Верена фонфон Баден-Хахберг († сл. 1322)
- Конрад († между 8 октомври 1320 и 14 февруари 1321), провост във Вилинген-Дорнщетен, домхер в Констанц, свещеник в Страсбург и Констанц
- Гебхард († 7 май 1327), господар на замък Зинделщайн, провост във Вилинген-Молсхайм, свещеник в Молсхайм и Констанц
- Маргарета фон Фюрстенберг († 1296), ∞ 1282 г. за граф Албрехт II фон Хоенберг († 1298)
- Елизабет фон Фюрстенберг († 1296), ∞ 1. ∞ Бертхолд фрайхер фон Фалкенщайн; 2. 1282 г. Готфрид I, пфалцграф фон Тюбинген († 1316)
- N.N.